# Una cautiva griega
Una cautiva griega es una pintura al óleo sobre lienzo realizada en 1863 por Henriette Browne.

## Descripción
La pintura es un óleo sobre lienzo y tiene unas dimensiones de 921 × 730 mm. Al dorso se muestra la inscripción «Henriette Browne 1863».

## Historia
La modelo era Maria Pasqua Abruzzesi (1856-1939), hija de campesinos italianos empobrecidos. En 1862, su padre la llevó a París, donde tuvo un gran éxito como modelo infantil para artistas de moda como Jalabert, Hébert y Bonnat. En París, su belleza atrajo el interés de la condesa de Noailles, que en 1865 compró a Maria a su padre y la educó como hija adoptiva. Posteriormente se casó con Philip Shepheard, un caballero de Norfolk.
La obra fue legada en 1868 por Charles Fraser a la National Gallery, con derecho de usufructo vitalicio del reverendo Simon Fraser, que falleció en 1905. La obra fue transferida hacia 1920. Posteriormente, pasó a formar parte de la colección de la Tate Modern.
En 2023, Una cautiva griega fue incluida en la exposición Maestras del Museo Thyssen-Bornemisza, junto a obras de otras artistas como Pastor de los Pirineos dando sal a sus ovejas de Rosa Bonheur, Muchacha española apoyada en un alféizar de Mary Cassatt, Fiesta de natalicio en Marruecos de Alejandrina Gessler, El patio de un parador de Elena Brockmann, La gitana de María Blanchard o Una labradora norteafricana de la propia Browne.